# Hotel Reichshof we Wrocławiu
Hotel Reichshof – obiekt położony we Wrocławiu przy ul. Kołłątaja 15 róg ul. Rejtana.

## Historia
Obiekt do 1918 funkcjonował pod nazwą Kaiserhof, później do 1945 przy ówczesnej Neue Taschen Strasse jako Hotel Reichshof. Po II wojnie światowej przestał pełnić funkcję noclegową. Po modernizacji wszedł w skład kompleksu siedziby miejscowych agend spółki PKN Orlen S.A., z wielopoziomowym garażem.